# Флаг Пенсильвании
Флаг Пенсильва́нии (англ. Flag of Pennsylvania) — один из официальных символов американского штата Пенсильвания.

## История и описание
Флаг Пенсильвании состоит из расположенного на синем фоне по центру флага герба штата. Первый флаг с изображением герба был учреждён Генеральной ассамблеей штата в 1799 году. Во время гражданской войны соединениями Пенсильвании использовался флаг, подобный флагу страны, но с изображением герба штата в поле со звёздами. 13 июня 1907 года Генеральная ассамблея штата постановила использовать в качестве фона флага синий цвет.
Согласно опросу, проведённому в 2001 году Североамериканской вексиллологической ассоциацией, флаг Пенсильвании занял 57 место среди 72 флагов штатов США, территорий США и канадских провинций.
В опросе приняли участие 100 членов самой ассоциации и свыше 300 поклонников вексиллологии из 20 стран, оценивавших дизайн флагов по 10-балльной системе.

### Герб
Первый герб Пенсильвании, главного элемента флага, впервые появился в 1777 году на бумажных деньгах штата. Его внешний вид почти совпадал с печатью штата. В 1778 году Калеб Лоунс (англ. Caleb Lownes) из Филадельфии создал новый герб. Он состоял из щита, на котором были изображены символы с печати штата: корабль, плуг и снопы пшеницы; на нашлемнике — орёл; по краям щита — две вороные лошади. Девизом герба стало изречение «Добродетель, Свобода и Независимость» (англ. Virtue, Liberty and Independence). Под щитом были изображены пересекающиеся ветвь оливы и стебель кукурузы. Изначально стебли кукурузы были изображены и за лошадьми, но в 1805 году они были исключены из герба. В период до 1873 года в оформление герба были внесены некоторые изменения, главным образом касающиеся цвета и расположения лошадей. В 1874 году легислатура штата назначила комиссию для учреждения официального герба. В следующем 1875 году комиссия объявила об официальном принятии почти неизменённого герба, разработанного ещё Лоунсом почти столетие назад.